# ملف حاسوب
مِلَفُّ الحاسوب (بالإنجليزية: Computer file)‏ هو مجموعة من المعلومات تم تخزينها على حاسوب بصيغة معينة. والذي يكون متاحاً لبرامج الحاسوب عن طريق وسيط تخزين معين. ويكون الملف مستديماً، أي يكون متاحاً للبرامج لاستخدامه بعد انتهاء البرنامج الحالي من استخدامه. يمكن اعتبار ملفات الحاسوب النظير الحديث للمستندات الورقية المستخدمة في المكاتب؛ وهذا هو أصل تسميتها بـالملفات.

## تبسيط وتعليل

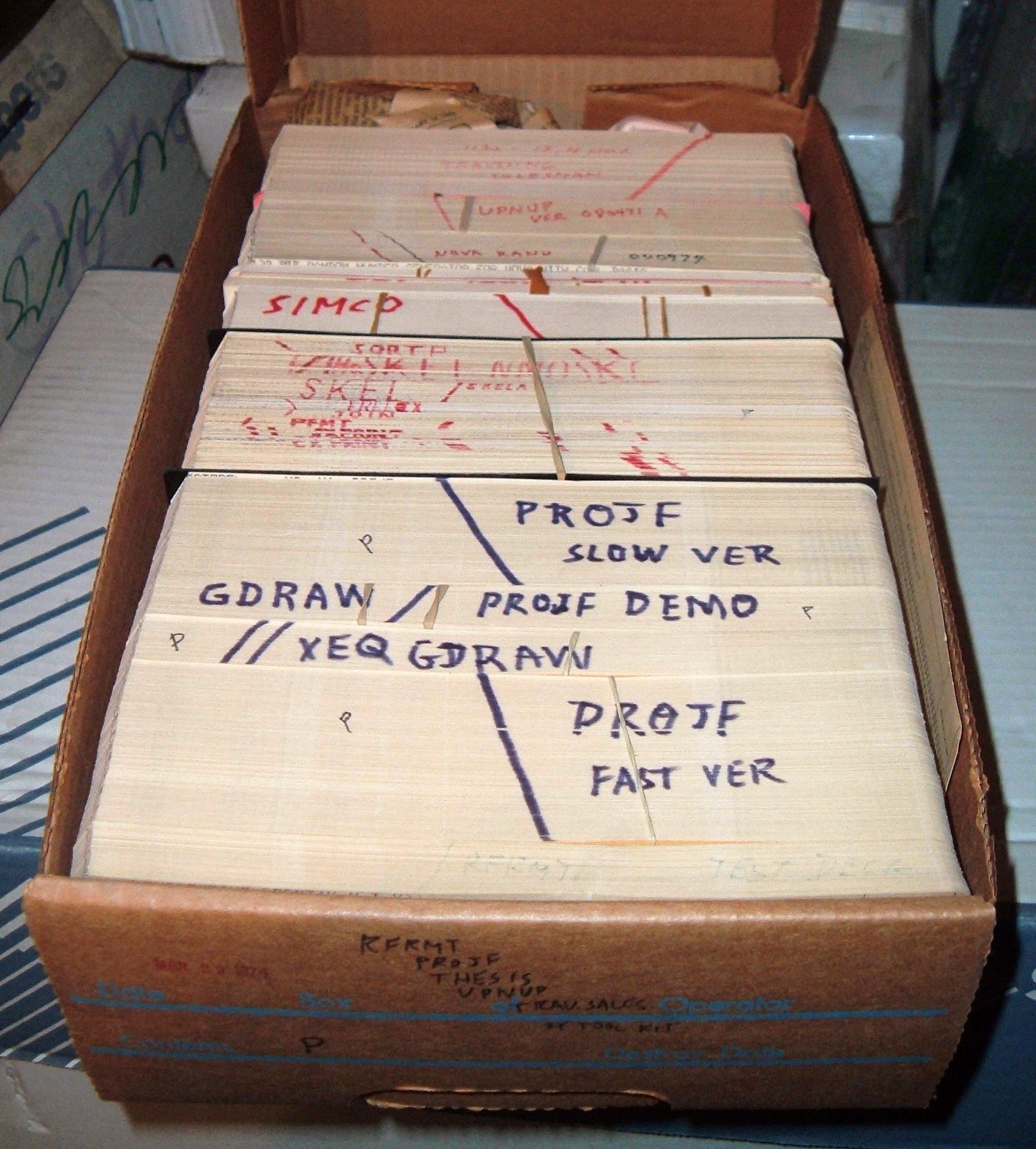
ملف بطاقة مثقبة

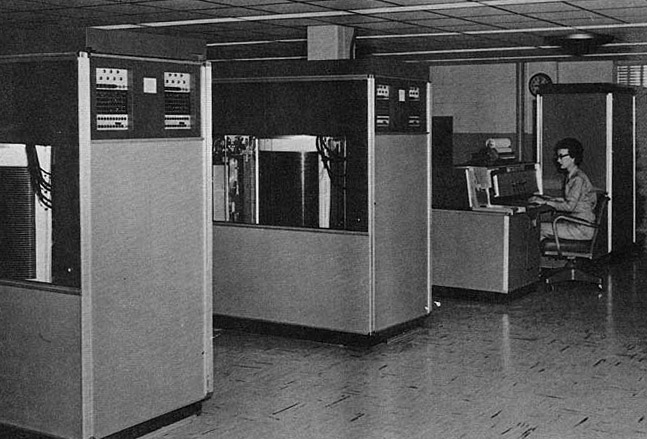
ملفات القرص المزدوج لنظام IBM 305

تم استخدام كلمة «ملف» علنا مع تخزين الكمبيوتر في وقت مبكر من يناير 1940، في عام 1952، تم استخدام «ملف» في إشارة إلى المعلومات المخزنة على البطاقات المثقبة.

## محتويات الملف
على المستوى الأدنى تعتبر العديد من نظم التشغيل الملفات على أنها سلسلة متتالية من البايتات. وعلى المستوى الأعلى، حيث يهمنا محتوى الملف، فإن هذه البايتات الثنائية قد تمثل أعداد صحيحة أو أحرف نصية أو بكسلات صورة أو ملف صوتي أو أي شيء آخر. فللبرنامج أن يكتب في الملف ويستخدمه كما يشاء، ويقدمه للمستخدم بصورة تكون مفهومة له (كنص أو صورة أو صوت، أو برنامج يمكن تشغيله.. إلخ).

### حجم الملف
في أي وقت يكون للملف حجم، يعبر عنه بعدد من البايتات التي هي عبارة عن المساحة التخزينية التي يشغلها الملف. في معظم نظم التشغيل الحديثة يكون حجم الملف أي عدد طبيعي أصغر من الحد الأقصى لنظام التشغيل. حافظت العديد من أنظمة التشغيل القديمة على تتبع عدد الكتل أو المسارات التي يشغلها ملف على جهاز تخزين ملموس فقط. في هذه الأنظمة، استخدم البرنامج طرقًا أخرى لتتبع عدد وحدات البايت بالضبط (مثلًا، استخدم CP/M حرف تحكم خاص (Ctrl-Z) للإشارة إلى نهاية الملفات النصية).

## العمليات على الملفات
على الرغم من أن طريقة تعامل البرامج مع الملفات تختلف تبعاً لنظام التشغيل ونظام الملفات المستخدم، إلا أن العمليات التالية على الملفات شائعة:
- إنشاء ملف جديد باسم معين
- تغيير خصائص الملف التي تتحكم في العمليات التي تجرى عليه
- فتح ملف واستخدام محتوياته
- قراءة أو تغيير محتويات الملف
- حفظ التعديلات المجراة على الملف
- إغلاق الملف، وبالتالي عدم القدرة على استخدامه إلا بعد فتحه مجدداً

## تعريف وتنظيم الملفات

الملفات والمجلدات مرتبة في شجرية

في أنظمة الكمبيوتر الحديثة عادة ما يتم الوصول إلى الملفات باستخدام الأسماء (أسماء الملفات). في بعض أنظمة التشغيل، يرتبط الاسم مع الملف نفسه.

## عزل وحماية الملفات
السلك الذي يتصل بالملف يجب أن يكون معزرلا تجنبا لحدوث دائرة قصر بين الخطين. الملفات تستخدم في معظم الدارات الكهربائية التي تكون أيضا محمية، أو معلبة بصندوق معدني، لتجنب خطوط الحقل المغناطيسي بالتأثير على مكونات الدارة الأخرى.
يجب استخدام ملف محمى عندما لا تريد حث جهد أو تيارات في عناصر الدارة الأخرى. تستخدم ملف غير محمي عندما تريد أن تؤثر على العناصر الأخرى في الدارة. ناقشنا استخدامات الملفات الغير محمية في الدارات في الفصل القادم "تسمى الملفات أخرى بـ"المحولات".

## قراءة القيم الحثية
قيمة الملف تكون عادة مكتوبة على العلبة، مسنخدمين نفس طريقة الترميز اللوني المستخدمة للمقاومات، التي يمكنك القراءة عنها في الفصل 3. غالبا يمكنك إيجاد قيمة أكبر ملف مطبوعة بشكل مباشر على المكونات. أما الملفات ذات القيم الأصغر يكون شكلها مثل مقاومات، ذات القوة الكهربائية المنخفضة، وهذه الملفات والمقاومات تمثل بنفس الترميزات اللونية أيضا. الملفات ذات القيم الأكبر تأتي بأحجام وأشكال متنوعة، وهذا يتوقف على تطبيقها.
الملفات ممكن أن تكون ثابتة أو متغيرة. بالنسبة لكلا النوعين تكون الكابلات رفيقة محاطة بمادة عازلة. عدد لفات السلك، نوع مادة النواة، قطر السلك وطوله، هذه العوامل جميعها تأثر في قيمة الملف.